# Avenue Washington Luis
 (juillet 2025).
Si vous disposez d'ouvrages ou d'articles de référence ou si vous connaissez des sites web de qualité traitant du thème abordé ici, merci de compléter l'article en donnant les références utiles à sa vérifiabilité et en les liant à la section « Notes et références ».
L'avenue Washington Luís est l'une des voies les plus importantes de la ville de São Paulo, capitale de l'état du même nom. 

## Situation et accès
Elle fait partie du couloir qui relie le centre-ville à la zone sud et à l'aéroport de Congonhas. Elle dispose de deux grands viaducs le long de son parcours : le viaduc Washington Luís, qui passe sur l'avenue Vereador João de Luca ; et le viaduc Deputado Luís Eduardo Magalhães, qui passe sur l'avenue Jornalista Roberto Marinho (anciennement Água Espraiada).

## Origine du nom
Le nom de l'avenue est un hommage au 13e président du Brésil, Washington Luís Pereira de Sousa.

## Historique
L'avenue Washington Luís a été créée par Autoestradas S/A, société fondée par Louis Romero Sanson, l'ingénieur Alberto de Zagottis et l'ingénieur nord-américain Asa White Kenney Billings, créateur du réservoir Billings.
L'entreprise a conçu une route reliant São Paulo à Santo Amaro. Ses travaux commencèrent en 1927 et se terminèrent en 1933. L'autoestrada Washington Luís (autoroute Washington Luís) a été ouverte en 1929.
En 1935, Autoestradas S/A vendit une partie d'un terrain à Congonhas pour la construction d'un aéroport. L'aéroport de Congonhas fut ouvert en 1936. Ce n'est qu'en 1938 que l'aéroport commence à recevoir des avions civils et militaires.
En 1940, l'autoestrada Interlagos plus tard avenue Interlagos a été construite, qui commençait à Chácara Flora et se terminait dans Interlagos, mise en œuvre en 1937 par Alfred Agache, dans le concept de « Cité-jardin ». L'autoroute reliée à l'hippodrome d'Interlagos.
Elle était recouverte d'asphalte en béton, qui a été remplacé par de l'asphalte ordinaire en 1965, lorsqu'elle a été renommée avenue Washington Luís.